# Ambassade du Danemark en France
L'ambassade du Danemark en France est la représentation diplomatique du royaume de Danemark auprès de la République française. Elle est située 77 avenue Marceau, dans le 16e arrondissement de Paris, la capitale du pays. L'architecte du bâtiment est Bernard Zehrfuss. Son ambassadrice est, depuis 2024, Hanne Fugl Eskjær.

## Histoire
Dans les années 1900, la légation du Danemark se trouvait 19 avenue d'Antin (8e arrondissement), tandis que le consulat général était installé 39 boulevard Haussmann (9e arrondissement).

## Ambassadeurs du Danemark en France
| Portrait | Date de nomination | Date de nomination | Date de remise des lettres de créance | Date de remise des lettres de créance | Ambassadeur                      |
| -------- | ------------------ | ------------------ | ------------------------------------- | ------------------------------------- | -------------------------------- |
|          | ?                  |                    | 13 septembre 1995                     | [ JORF 1 ]                            | Peter Pedersen Dyvig             |
|          | ?                  |                    | 30 novembre 1999                      | [ JORF 2 ]                            | Hans Henrik Reventlow Bruun (en) |
|          | ?                  |                    | 9 septembre 2003                      | [ JORF 3 ]                            | Niels Egelund (da)               |
|          | ?                  |                    | 2 octobre 2009                        | [ JORF 4 ]                            | Anne Dorte Riggelsen             |
|          | ?                  |                    | 8 septembre 2015                      | [ JORF 5 ]                            | Kirsten Malling Biering (da)     |
|          |                    |                    | 12 avril 2019                         | [ JORF 6 ]                            | Michael Starbæk Christensen (en) |
|          |                    |                    | 13 décembre 2024                      | [ JORF 7 ]                            | Hanne Fugl Eskjær                |

## Consulats
Outre la section consulaire de son ambassade à Paris, le Danemark possède plusieurs consulats honoraire, qui sont situés à Bordeaux, Cayenne, Nice, Fort-de-France, Lille, Lyon, Papeete (Polynésie française), Pointe-à-Pitre (Guadeloupe),  Porto-Vecchio, Rouen, Saint-Malo,  et Toulouse.